# Course en ligne
On parle aussi de course en ligne en cyclisme pour distinguer du contre-la-montre.
En canoë-kayak, la course en ligne est une discipline qui se pratique en eau calme, sur un bassin aménagé, un lac, une retenue d’eau d’un fleuve ou tout simplement un fleuve ou bien encore un canal.

## Principe
Le but de la compétition en ligne est de franchir en premier la ligne d'arrivée. Le classement s'effectue dans l'ordre des arrivées, la confrontation est directe.
Il existe plusieurs types de distances en compétition : 
- la vitesse, qui est la seule distance olympique. La vitesse est représentée par trois distances principales : le 200 m, le 500 m et le 1 000 m. D'une part, les trois distances ne sont pas toutes attribuées aux mêmes personnes selon leur sexe. Si vous êtes un homme, vous courrez[style à revoir] principalement sur le 200 m et le 1 000 m. Or, il arrive lors de certaines compétitions, comme les Opens de France (les Opens de France est une compétition qui s'étale tout au long de l'année, qui dure 4 fois 3 jours, permettant aux athlètes de se sélectionner en Équipe de France), qu'une distance apparaisse et qui soit obligatoire pour chaque sexe : le 400 m. Le 400 m est une distance qui permet aux entraîneurs haut placés de voir combien de temps une personne met pour faire cette distance. Cette distance sert à créer des équipages et améliorer les performances des athlètes. De plus, le 1 000 m peut être une distance ajoutée aux femmes lors des sélections aux Jeux Olympiques ;
- le fond sur 5 000 m.

Le marathon est voisin de la course en ligne mais les distances sont plus élevées : entre 12 et 35 km.

## Équipement
Les bateaux de course en ligne -kayak ou canoë- sont dotés d'une coque en V, profilée et extrêmement instable permettant d'optimiser la glisse. Le kayak comporte un gouvernail, actionné au moyen d'une barre (appelée barre de pieds) située sur le cale-pied.
Les kayakistes ("ligneux") ou marathoniens utilisent une pagaie double dite cuillère tandis que les céistes (canoë), utilisent une pagaie simple dite pelle.
Les pagaies sont en fibres de carbone comme les bateaux pour être plus légers (8 à 30 kg pour les bateaux et 0,800 à 1 kg pour les pagaies.)

## Disciplines

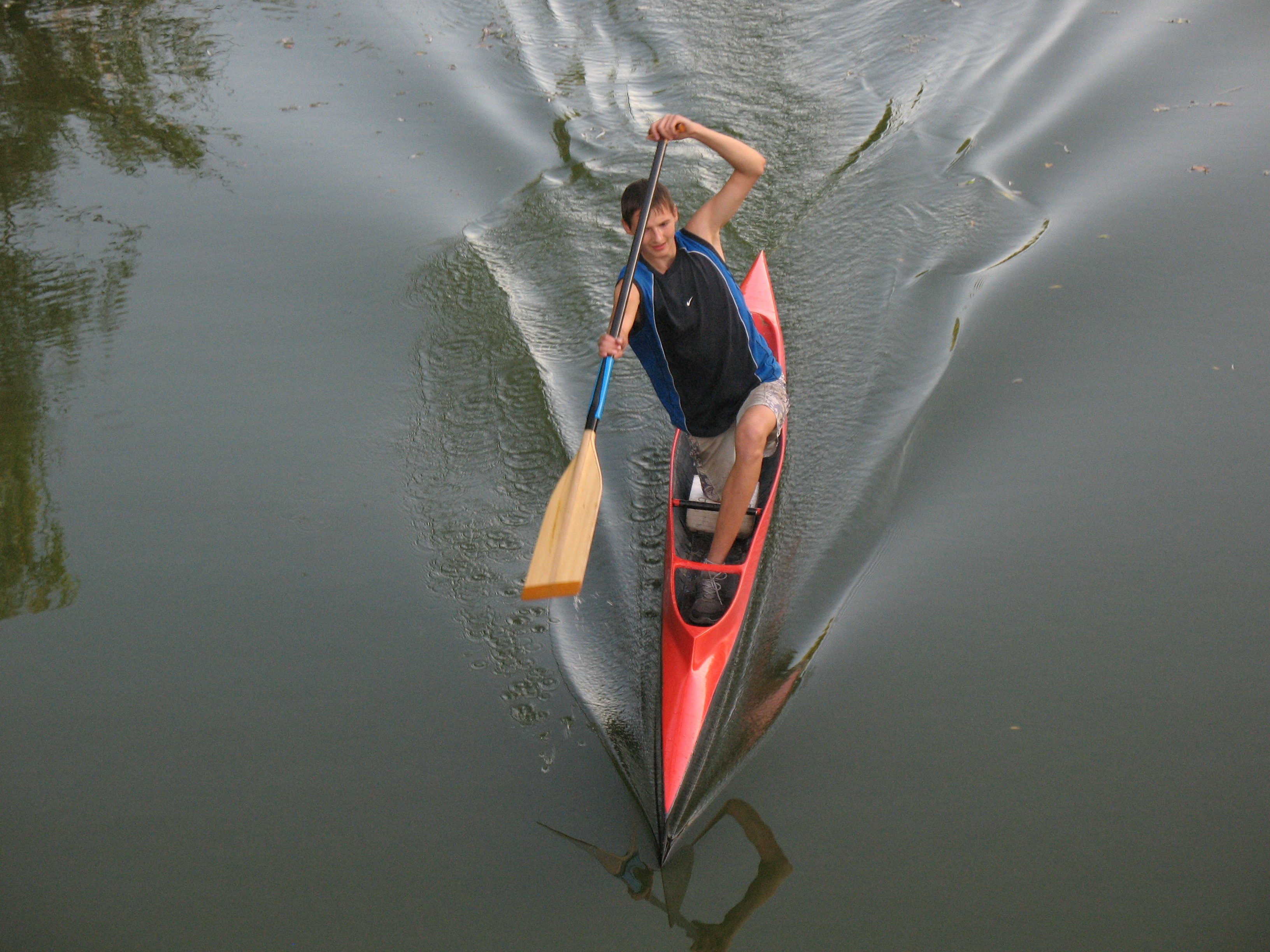
C-1 dans la rivière Kharkov.

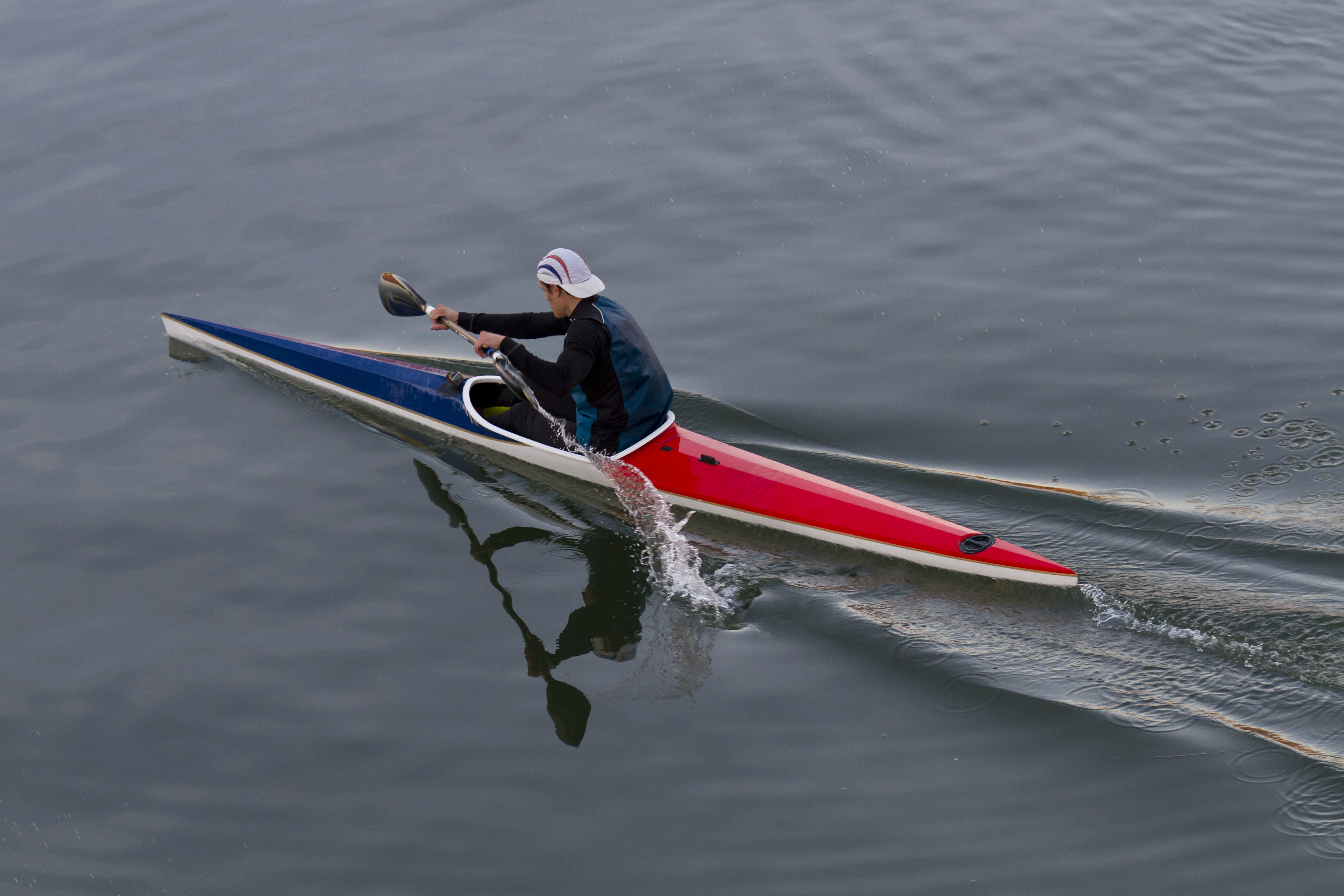
K-1 dans la Garonne à Toulouse.

Voici la liste des disciplines reconnues par la fédération internationale de canoë (ICF)
| Catégorie | 200 m | 500 m | 1 000 m | 5 000 m |
| --------- | ----- | ----- | ------- | ------- |
| C-1       | ♂/♀   | ♂/-♀️ | ♂/-     | ♂/-     |
| C-2       | ♂/♀️  | ♂/♀   | ♂/-     | ♂/-     |
| C-4       | ♂/-   | ♂/-   | ♂/-     | ♂/-     |
| K-1       | ♂/♀   | ♂/♀   | ♂/♀     | ♂/♀     |
| K-2       | ♂/♀   | ♂/♀   | ♂/♀     | ♂/♀     |
| K-4       | ♂/♀   | ♂/♀   | ♂/♀     | ♂/-     |

Remarque : le canoë biplace (C-2) n'est plus une discipline olympique à partir des jeux de Tokyo en 2020

## Règlement

### Taille et poids réglementaire des bateaux
|    | Longueur maximale | Poids minimal |
| -- | ----------------- | ------------- |
| K1 | 520 cm            | 12 kg         |
| K2 | 650 cm            | 18 kg         |
| K4 | 1 100 cm          | 30 kg         |
| C1 | 520 cm            | 14 kg         |
| C2 | 650 cm            | 20 kg         |
| C4 | 900 cm            | 30 kg         |

## Compétitions internationales

### Jeux olympiques
Le Canoë-kayak fait sa première apparition aux Jeux en 1924 au cours des Jeux de Paris sous l'appellation "canoë canadien". Le canoë est alors un sport de démonstration et il fut pratiqué sur le plan d'eau qui servaient aux épreuves d'aviron, donc a priori sur une distance de 6 000 mètres. Les courses opposèrent les athlètes du comité canadien (Harry Greenshields, Alexander Lindsay, Roy Nurse et Gerickah Duncan) à ceux du club américain de Washington (Harry Knight, Jr., Karl Knight, Charles Havens and John Larcombe). Six courses furent disputées, trois dans la catégorie pagaie simple et trois dans la catégorie pagaie double. les bateaux étaient composées de un, deux ou quatre membres.
En 1936, la course en ligne devient une des épreuves officielles alors que le slalom apparaîtra seulement en 1972.

### Championnats du monde
Les premiers championnats du monde de course en ligne ont été organisés en 1938 à Vaxholm (Suède).